# Sidney Meyers
Sidney Meyers, noto anche con lo pseudonimo di Robert Stebbins (New York, 9 marzo 1906 – New York, 4 dicembre 1969), è stato un regista, montatore e musicista statunitense.

## Biografia
Sidney Meyers nacque il 9 marzo 1906 a New York, figlio primogenito di Abraham e Ida (nata Rudock) Meyers, immigrati dalla Polonia negli Stati Uniti intorno all'inizio del XX secolo.
Meyers studiò alla De Witt Clinton High School, dove suonò nella pluripremiata orchestra scolastica, successivamente frequentò il City College di New York, laureandosi in letteratura inglese, e continuando a suonare il violino e la viola. Dopo aver completato gli studi, ha trascorso tre anni come membro della Orchestra Sinfonica di Cincinnati.
Musicista e documentarista, esordì dimostrando lirismo e finezza psicologica, con L'escluso (The Quiet One, 1949), un breve film a 16 mm, commentato da James Agee e sceneggiato da Agee e Meyers, incentrato sulla vita difficile di un adolescente nero, che ricevette consensi dalla critica americana ed europea, oltre la candidatura al Premio Oscar come miglior sceneggiatura originale.
I suoi lavori si caratterizzarono per la semplicità e la poeticità del suo stile e per la non aderenza alle regole della cinematografia commerciale, e quindi fu considerato un iniziatore del movimento del "New American cinema" e della scuola di New York.
Successivamente diresse L'occhio selvaggio (The Savage Eye, 1960), ritratto amaro e satirico della solitudine di una donna all'interno della società di massa, con un documentarismo alla Dziga Vertov.
Nel 1965 fu il montatore di Film, di Alan Schneider, su scenario di Samuel Beckett, interpretato da Buster Keaton.
Collaborò come musicista a numerosi documentari, tra cui People of the Cumberland.
Sidney Meyers morì il 4 dicembre 1969 a New York.

## Filmografia

### Regista
- L'escluso (The Quiet One) (1949)
- L'occhio selvaggio (The Savage Eye) (1960)

### Montatore
- L'escluso (The Quiet One) (1949)
- The Stairs, regia di Ben Maddow (1950)
- Nel fango della periferia (Edge of the City), regia di Martin Ritt (1957)
- L'occhio selvaggio (The Savage Eye) (1960)
- Tropic of Cancer, regia di Joseph Strick (1970)

### Sceneggiatore
- L'escluso (The Quiet One) (1949)
- L'occhio selvaggio (The Savage Eye) (1960)

### Produttore
- L'occhio selvaggio (The Savage Eye) (1960)